# Руоти
Руоти (итал. Ruoti) је насеље у Италији у округу Потенца, региону Базиликата.
Према процени из 2011. у насељу је живело 1572 становника. Насеље се налази на надморској висини од 705 м.

## Становништво
Према резултатима пописа становништва 2011. у општини је живело 3.542 становника.
| 1931. | 1936. | 1951. | 1961. | 1971. | 1981. | 1991. | 2001. | 2011. |
| ----- | ----- | ----- | ----- | ----- | ----- | ----- | ----- | ----- |
| 3.550 | 3.662 | 4.100 | 4.017 | 3.664 | 3.464 | 3.777 | 3.687 | 3.542 |